# قانون محاكمة الرؤساء
قانون محاكم الرؤساء هو قانون في السودان، أقرته السلطات الاستعمارية الأنجلو مصرية في عام 1931.  ونقل القانون السلطات القضائية والسياسية إلى الزعماء المعترف بهم من الحكومة في المناطق الجنوبية من البلاد  وكان الرئيس، من خلال هذا القانون، مكلفًا بجباية الضرائب والإشراف على بناء البنية التحتية وإدارة مناطق السكان الأصليين في المدن ومنح سلطة إصدار العقوبات على السكان المحليين. ومن خلال هذا القانون، ومرسوم محاكم السكان الأصليين المناظر في الأجزاء الشمالية من السودان، أدخل النظام الاستعماري البريطاني ما يمكن تسميته «الإدارة الأصلية».